# Polygala sosnowskyi
Polygala sosnowskyi är en jungfrulinsväxtart som beskrevs av Kemul.-nath.. Polygala sosnowskyi ingår i släktet jungfrulinssläktet, och familjen jungfrulinsväxter. Inga underarter finns listade i Catalogue of Life.